# Raoul de Zähringen
Raoul de Zähringen né Rudolf von Zähringen, né vers 1125 et mort le 5 août 1191 à Herdern près de Fribourg-en-Brisgau en Allemagne, a été évêque de Mayence et prince-évêque de Liège.

## Biographie
Raoul de Zähringen était le fils du duc Conrad Ier de Zähringen et de Clémence de Luxembourg-Namur. Il fit son éducation à Mayence sous la direction du chanoine Hugo, le frère d'Hildegarde de Bingen, et chantre de la cathédrale Saint-Martin de Mayence. Raoul a été élu en 1160 par le chapitre de Mayence pour succéder à Arnold von Selenhofen assassiné, mais l'empereur Frédéric Barberousse refuse de reconnaître cette nomination.
Des rivalités considérables entre les Hohenstaufen et les Zähringen jouaient dans ce conflit. Après l'excommunication de Raoul par le concile de Lodi en 1161, Christian Ier von Buch a été nommé comme évêque et électeur de Mayence.

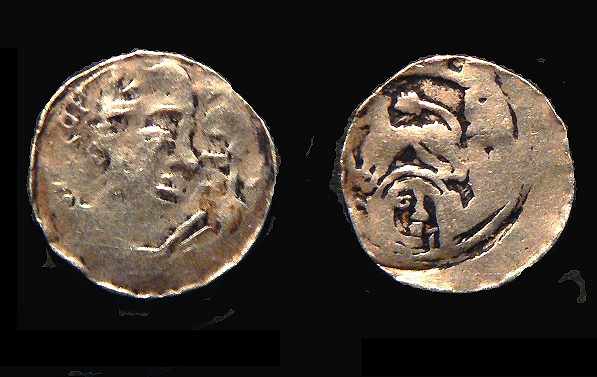
Denier liégeois de Raoul de Zähringen.

En 1167, Raoul de Zähringen est nommé prince-évêque de Liège. Durant son règne, il reconstruira le palais des princes-évêques de Liège ainsi que la cathédrale Saint-Lambert après un grave incendie qui ravagea le centre de la ville en 1185.
Lambert le Bègue, prêtre réformateur ayant inspiré les premiers béguinages à Liège, prêchait contre la simonie et accusait l'évêque Raoul qu'il faisait un trafic scandaleux des bénéfices ecclésiastiques. Raoul fit arrêter et enfermer le prêcheur dans le château de Rochefort qui put néanmoins s'échapper et défendre sa cause devant l'antipape Calixte III à Rome. ce dernier lui donna raison contre l'évêque.
Le 27 mars 1188, la Diète d'Empire à la ville Mayence, Henri de Marcy prêche pour la troisième croisade. Frédéric Barberousse prend la croix.
Le 11 mai 1188, Rudolf partit en croisade avec son armée et participera au siège de Saint-Jean-d'Acre. Au retour, il meurt à Herdern et a été enterré au monastère de Sankt Peter.